# Energy Rekords
Energy Rekords är ett svenskt skivbolag som förutom att publicera många svenska elektroniska artister även licensierar vissa utländska större band som Front Line Assembly. Bolaget var en av de viktigaste i början av 1990-talet för den nya svenska syntvågen, vid sidan av Memento Materia och senare Subspace. De var huvudsakligen en independent label, där artisterna hade all frihet.

## Artister i Energy Rekord:s backkatalog (urval)
- Blue For Two
- Cat Rapes Dog
- Die Krupps
- Elegant Machinery
- Page
- Pouppée Fabrikk
- Sista mannen på jorden
- Skinny Puppy
- S.P.O.C.K.